# Polkowice Dolne
Polkowice Dolne (niem. Nieder Polkwitz, 1937-45 Sandhofen) – część miasta Polkowice (Obręb IV), dawniej wieś w Polsce położona w województwie dolnośląskim, w powiecie polkowickim, w gminie Polkowice. 
W latach 1975–1998 miejscowość administracyjnie należała do województwa legnickiego.
1 stycznia 2005 roku została przyłączona do miejscowości Polkowice.
Przez Polkowice Dolne przebiega droga wojewódzka nr 331.
W Polkowicach Dolnych znajduje się podstrefa Legnickiej Specjalnej Strefy Ekonomicznej, w której działają m.in. zakłady: CCC, Volkswagen Motor Polska, Sitech oraz Sanden.
W części miejscowości działało Państwowe Gospodarstwo Rolne Polkowice.

## Zabytki
Do wojewódzkiego rejestru zabytków wpisany jest:
- park, z k. XIX w.